# Water Rats
Water Rats (en español: La Ley de la Bahía), es un drama policíaco australiano, transmitido del 12 de febrero de 1996 hasta el 7 de agosto de 2001 por medio de la cadena Nine Network.
Fue creada por John Hugginson y Tony Morhett, y contó con la participación de actores como Joel Edgerton, Nash Edgerton, Essie Davis, Marton Csokas, John Noble, Claudia Black, Sam Worthington, Susie Porter, Gigi Edgley, Bridie Carter, Peter Phelps, John Batchelor, Tara Morice, Manu Bennett, Les Hill, Erik Thomson, Matt Day, Don Hany, Ryan Kwanten, Bojana Novakovic, Anthony Hayes, Josh Quong Tart, Michala Banas, Dominic Purcell, Roy Billing, Peter O'Brien, Shane Withington, John Jarratt, Tim McCunn, Matt Doran, Ben Steel, Luke Ford, Tim Campbell, Nicholas Bishop, Conrad Coleby, Mark Priestley, Toby Schmitz, Damian de Montemas, Myles Pollard, Rachael Blake, Doris Younane, Kimberley Joseph, Rebecca Breeds, Scott Major, Joel McIlroy, Sam Healy, Mark Furze, Felix Williamson, Saskia Burmeister, Alexandra Davies, Alyssa McClelland, Jason Smith, Sophie Heathcote, Simmone Jade Mackinnon, Jessica Napier, Abi Tucker, Inge Hornstra, Josef Ber, Bec Hewitt, John Howard, Jamie Croft, Sophie Luck, Brittany Byrnes, entre otros...
En el 2001 la cadena anunció que después de seis temporadas la serie no sería renovada y sería cancelada.

## Historia
La serie estuvo basada en los hombres y mujeres de la Policía de Sídney quienes luchaban contra el crimen y la delincuencia que estaba alrededor de Sydney Harbour y las localidades cercanas.
Para la sexta y última temporada la serie se centró más en la vida personal de los policías en vez de centrarse en cómo estos buscaban resolver los crímenes cometidos y atrapar a los culpables.

## Personajes
| Actor               | Personaje             | Trabajo                            | No, de episodios | Temporada |
| ------------------- | --------------------- | ---------------------------------- | ---------------- | --------- |
| Peter Bensley       | Jeff Hawker           | Sargento Mayor e Inspector en Jefe | 177              | 1996-2001 |
| Toni Scanlan        | Helen Blakemore       | Sargento                           | 177              | 1996-2001 |
| Brett Partridge     | Gavin Sykes           | Oficial Mayor                      | 177              | 1996-2001 |
| Jay Laga'aia        | Tommy Tavita          | Oficial Mayor                      | 149              | 1996-2001 |
| Anthony Martin      | Colin "Chopper" Lewis | Médico Forense                     | 43               | 1997-2001 |
| Allison Cratchley   | Emma "Woodsy" Woods   | Oficial                            | 114              | 1998-2001 |
| Aaron Pedersen      | Michael Reilly        | Detective de Policía Mayor         | 86               | 1999-2001 |
| Steve Bisley        | Jack Christer         | Detective Sargento                 | 97               | 1999-2001 |
| Diarmid Heidenreich | Matthew Quinn         | Oficial Mayor                      | 45               | 2000-2001 |
| Dee Smart           | Alex St. Claire       | Detective de Policía Mayor         | 64               | 2000-2001 |
| Brooke Satchwell    | Sophie Ferguson       | Oficial en Entrenamiento           | 19               | 2000-2001 |
| Joss McWilliam      | Lance Rorke           | Sargento Mayor                     | 52               | 2000-2001 |
| Rebecca Smart       | Donna Janevski        | Oficial                            | 60               | 2000-2001 |
| Rodger Corser       | George Newhouse       | Detective de Policía Mayor         | 4                | 2001      |
| Dasi Ruz            | Vanessa Simmons       | Sargento                           | 13               | 2001      |

### Antiguos Personajes Principales
| Actor                | Personaje                 | Ocupación                  | N.º de episodios | Duración  |
| -------------------- | ------------------------- | -------------------------- | ---------------- | --------- |
| Scott Burgess        | Dave McCall               | Sargento Mayor             | 132              | 1996-2000 |
| Catherine McClements | Rachel "Goldie" Goldstein | Detective de Policía Mayor | 116              | 1996-1999 |
| Colin Friels         | Frank Holloway            | Detective de Policía Mayor | 114              | 1996-1999 |
| Raelee Hill          | Tayler Johnson            | Oficial                    | 89               | 1997-1999 |
| Aaron Jeffery        | Terry Watson              | Oficial Mayor              | 42               | 1996-1998 |
| Sophie Heathcote     | Fiona Cassidy             | Oficial Mayor              | 30               | 1996-1997 |
| John Walton          | John "Johnny" Walton      | Buzo                       | 29               | 1996-2000 |
| Bill Young           | Clarke Webb               | Inspector en Jefe          | 26               | 1996      |
| Peter Mochrie        | John "Knocker" Harrison   | Detective Sargento         | 23               | 1996-1997 |
| Enrico Babic         | -                         | Operador de Radio          | 20               | 1996      |
| Treffyn Koreshoff    | David Goldstein           | Inspector en Jefe          | 18               | 1996-1997 |
| Richard Healy        | Tony Brady                | Inspector                  | 15               | 1996-1997 |
| Sonia Todd           | Louise Bradshaw           | Detective Sargento         | 13               | 1998      |
| Alan Hennessy        | Dan Manning               | Oficial                    | 12               | 1997-2000 |
| Jeremy Callaghan     | Kevin Holloway            | Detective de Policía Mayor | 11               | 1996      |

### Antiguos Personajes Recurrentes
| Actor             | Personaje                     | Ocupación                  | N.º de episodios | Duración  |
| ----------------- | ----------------------------- | -------------------------- | ---------------- | --------- |
| Rebecca Hobbs     | Liz Robinson                  | -                          | 10               | 1998      |
| Kelly Dingwall    | Sam Bailey                    | -                          | 9                | 1997      |
| Andrew S. Gilbert | Jimmy Holloway                | -                          | 8                | 1996      |
| Mouche Phillips   | Eva Minton                    | -                          | 8                | 2000-2001 |
| Ritchie Singer    | Terence James "Terry" Madigan | -                          | 7                | 1998      |
| Steven Grives     | Jonathon Goldstein            | -                          | 7                | 1996      |
| John Adam         | Michael Jeffries              | Comerciante                | 7                | 1997      |
| Linda Cropper     | Charlie Driscoll              | -                          | 7                | 1999-2000 |
| Roxane Wilson     | Suzi Abromovich               | -                          | 6                | 1998-1999 |
| Liz Burch         | Gillian Swain                 | -                          | 6                | 1996-1999 |
| John Samaha       | -                             | Operador de Radio          | 6                | 1996      |
| Robert Mammone    | Agi Fatseas                   | Detective de Policía       | 5                | 2001      |
| Marshall Napier   | Joe Da Silva                  | -                          | 5                | 1996-1999 |
| Terry Serio       | Con Vellis                    | Teniente                   | 5                | 1996-2001 |
| Ron Rodger        | O'Brien                       | Detective de Policía Mayor | 5                | 1996-1997 |
| Blaze Best        | Olivia "Livvy" Eaton          | -                          | 5                | 1996-1997 |
| Kate Beahan       | Stephanie Kelly               | -                          | 5                | 2000      |
| Anne Tenney       | Gail Hawker                   | -                          | 5                | 1997-1999 |
| Jenny Apostolou   | Cynthia                       | -                          | 5                | 1996-1998 |

## Episodios
La serie estuvo conformada por seis temporadas y se transmitieron 177 episodios. Durante la tercera temporada se tenía previsto realizar 32 episodios sin embargo debido a la enfermedad del actor Colin Friels solo se grabaron 31 episodios.

## Premios y nominaciones
| Año  | Categoría                                            | Premio                | Nominado (a)         | Resultado |
| ---- | ---------------------------------------------------- | --------------------- | -------------------- | --------- |
| 2001 | Most Outstanding Actor in a Series                   | Silver Logie Award    | Steve Bisley         | Nominado  |
| 2001 | Most Outstanding Drama Series                        | Logie Award           | Water Rats           | Nominado  |
| 2001 | Television - Series                                  | AWGIE Award           | John Banas           | Ganó      |
| 2001 | Television - Series                                  | AWGIE Award           | Peter Gawler         | Ganó      |
| 2000 | Most Outstanding Actor in a Series                   | Silver Logie Award    | Colin Friels         | Nominado  |
| 2000 | Most Outstanding Actor in a Series                   | Silver Logie Award    | Steve Bisley         | Nominado  |
| 2000 | Most Outstanding Actress in a Series                 | Logie Award           | Catherine McClements | Nominada  |
| 2000 | Most Popular Actor                                   | Logie Award           | Colin Friels         | Nominado  |
| 2000 | Most Outstanding Drama Series                        | Logie Award           | Water Rats           | Nominado  |
| 1999 | Television - Series                                  | AWGIE Award           | Peter Gawler         | Ganó      |
| 1999 | Best Actress in a Leading Role in a Television Drama | AFI Award             | Catherine McClements | Nominada  |
| 1999 | Favourite Actor in a Drama or Serial                 | People's Choice Award | Colin Friels         | Ganó      |
| 1999 | Favourite Actress in a Drama or Serial               | People's Choice Award | Catherine McClements | Nominada  |
| 1999 | Favourite TV Star                                    | People's Choice Award | Colin Friels         | Nominado  |
| 1999 | Favourite Drama or Serial                            | People's Choice Award | Water Rats           | Nominado  |
| 1999 | Most Popular Actor                                   | Logie Award           | Colin Friels         | Nominado  |
| 1999 | Most Outstanding Actor                               | Logie Award           | Colin Friels         | Nominado  |
| 1998 | Most Popular Actor                                   | Logie Award           | Colin Friels         | Nominado  |
| 1998 | Most Popular Actress                                 | Logie Award           | Catherine McClements | Nominada  |
| 1998 | Most Outstanding Actor                               | Logie Award           | Colin Friels         | Nominado  |
| 1998 | Most Outstanding Actress                             | Logie Award           | Catherine McClements | Ganó      |
| 1998 | Most Popular Program                                 | Logie Award           | Water Rats           | Nominado  |
| 1998 | Most Outstanding Drama Series                        | Logie Award           | Water Rats           | Nominado  |
| 1998 | Best Young Actor                                     | AFI Award             | Paul Pantano         | Ganó      |
| 1997 | Most Outstanding Actor                               | Logie Award           | Colin Friels         | Ganó      |
| 1997 | Most Outstanding Achievement in a Drama Production   | Logie Award           | Water Rats           | Ganó      |

## Localizaciones
La localización de la estación de policía se encontraba en Goat Island y tenía como dirección 48/50 Harbour Drive, Sydney 2000.
- Frank's House - el exterior fue filmado en The Rocks y el interior en Goat Island.
- The Cutter Bar - es el pub ficticio donde los miembros de la policía van a relajarse después de un largo día de trabajo.
- The Sydney Police Centre − es la comisaría donde los delincuentes son enviados para ser acusados.
- The Hospital.
- The Morgue.
- Rachel's house - varios exteriores fueron utilizados para el exterior de su casa incluyendo Balmain, Birchgrove y Glebe.

## Producción
La serie fue filmada alrededor de Goat Island en Sydney Harbour, otras locaciones usadas fueron Shark Island, Sydney Harbour Bridge, The Gap, White Bay Power Station, Fort Denison, The Rocks, Middle Harbour, Long Bay Correctional Centre, Australian Army Artillery Museum, North Head, Middle Head Fortifications y Melbourne.
El productor ejecutivo Kris Noble creía que la cancelación de la serie se debía a los altos costos de la producción, sin embargo los actores Steve Bisley y Dee Smart se habían ido y la serie había sufrido bajos raitings desde la salida de los actores Colin Friels y Catherine McClements en 1999.

### Emisión en otros países
| País                   | Cadenas          |
| ---------------------- | ---------------- |
| Australia              | Hallmark Channel |
| Dinamarca              | Kanal9           |
| Emiratos Árabes Unidos | City 7           |
| Irlanda                | RTÉ One          |
| Ucrania                | ICTV             |
| Reino Unido            | FX               |